# Савичев, Александр Михайлович
Алекса́ндр Миха́йлович Са́вичев (род. 11 марта 1989, Атиг, Нижнесергинский район, Свердловская область) — российский сидячий волейболист, игрок екатеринбургского клуба «Родник» и российской национальной сборной, диагональный нападающий. Бронзовый призёр летних Паралимпийских игр 2008 года в Пекине, призёр Кубка европейских чемпионов, Кубка мира, чемпионата Европы среди спортсменов с поражением опорно-двигательного аппарата, заслуженный мастер спорта России.

## Биография
Александр Савичев родился 11 марта 1989 года в посёлке городского типа Атиге Нижнесергинского района Свердловской области. В детстве спортом серьёзно не занимался. В возрасте пятнадцати лет лишился одной ноги — получил тяжёлую травму, в результате ногу пришлось ампутировать.
В 2005 году приехал в центр реабилитации в Екатеринбурге и вскоре присоединился к местной команде по волейболу сидя «Родник». Играл на позиции диагонального нападающего, проходил подготовку под руководством заслуженного тренера Виктора Семёновича Дьякова и тренера Ларисы Владимировны Компаниец. Сначала выступал за второй состав команды, одно из первых достижений — бронзовая медаль на международном турнире памяти М. Л. Гуревича в городе Омске. В 2006 году вошёл в основной состав команды, впервые стал чемпионом России по волейболу сидя, одержал победу на юниорском чемпионате Европы, заслужив приз самому ценному нападающему континентального первенства среди всех команд.
Окончил екатеринбургское Училище олимпийского резерва № 1 по специальности «педагог физической культуры и спорта» и Сибирский государственный университет физической культуры и спорта (филиал в городе Берёзовском). С 2006 года является спортсменом-инструктором свердловского областного спортивного клуба инвалидов «Родник».
На чемпионате Европы 2007 года в Венгрии Савичев выиграл награду серебряного достоинства, также добавил в послужной список серебряную награду, привезённую с Континентального Кубка мира. Благодаря череде удачных выступлений удостоился права защищать честь страны на летних Паралимпийских играх 2008 года в Пекине — российская команда со второго места вышла из группы А, уступив только сборной Боснии и Герцеговины, тогда как на стадии полуфиналов со счётом 0:3 проиграла сборной Ирана, ставшей в итоге победительницей соревнований. При этом в утешительной встрече за третье место россияне одержали победу над сборной Египта и завоевали тем самым бронзовые паралимпийские медали. За это выдающееся достижение в 2009 году Александр Савичев награждён медалью ордена «За заслуги перед Отечеством» II степени, удостоен почётного звания «Заслуженный мастер спорта России».

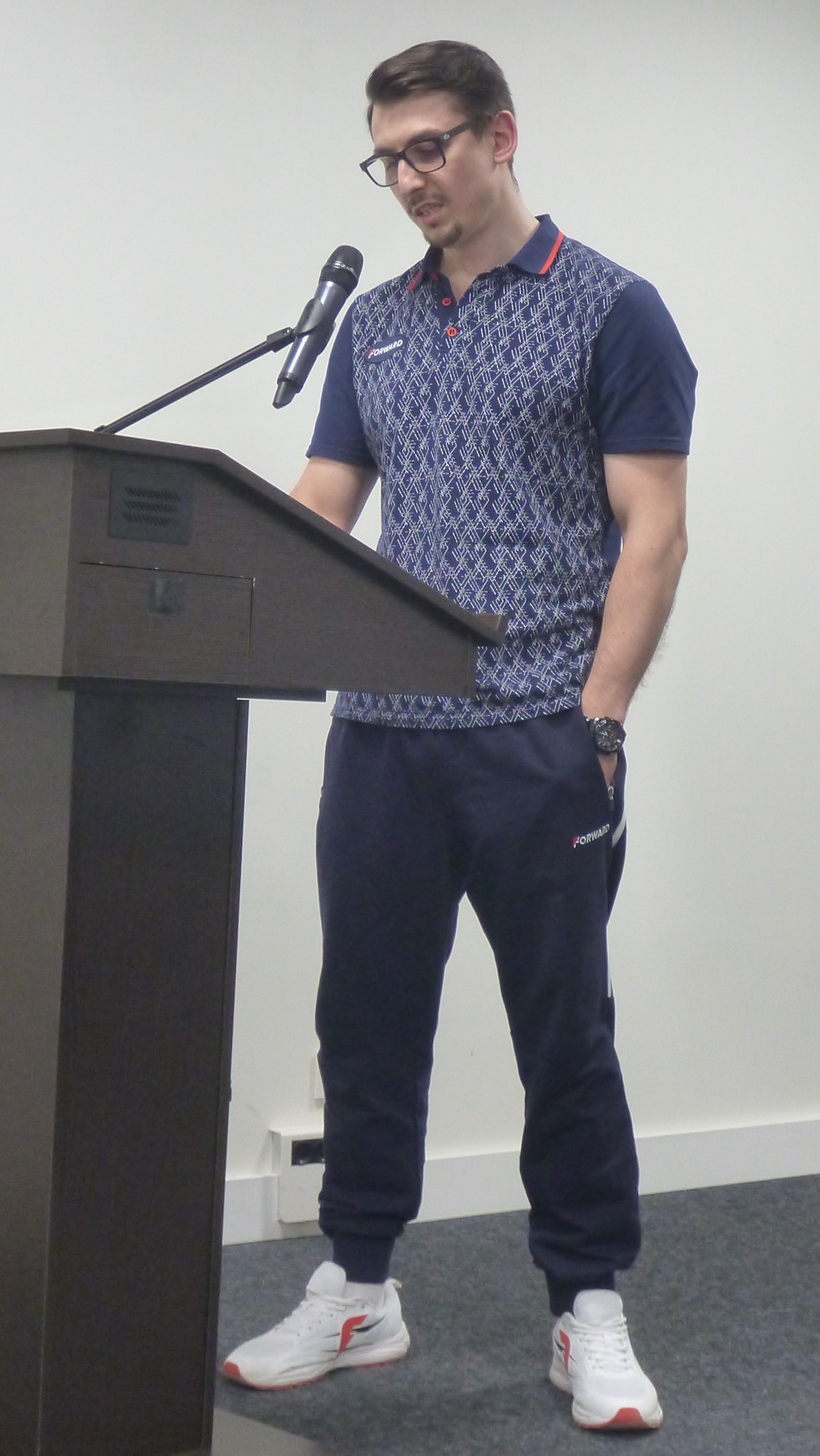
Александр Савичев выступает в Ельцин-центре, 29 сентября 2021 года

После успешной пекинской Олимпиады остался в основном составе команды России и продолжил принимать участие в крупнейших международных турнирах. Так, в 2011 году добавил в послужной список очередную серебряную медаль, выигранную на чемпионате Европы. Будучи одним из лидеров российской национальной сборной, благополучно прошёл отбор на Паралимпийские игры 2012 года в Лондоне — вновь добрался до полуфинальной стадии и снова со счётом 0:3 потерпел поражение от команды Ирана. В утешительной встрече за третье место россияне со счётом 3:2 были побеждены командой Германии и заняли, таким образом, четвёртое место на этом турнире. В составе сборной России Савичев мог стать участником Паралимпийских игр 2016 года в Рио-де-Жанейро, однако из-за допингового скандала вся российская паралимпийская сборная была отстранена от участия в соревнованиях.